# Vance Packard
Vance Packard (* 22. Mai 1914 in Granville Summit, Pennsylvania, USA; † 12. Dezember 1996 auf Martha’s Vineyard, Massachusetts) war ein US-amerikanischer Publizist.

## Leben

### Frühe Lebensjahre
Vance Packard Vater war Philip J. Packard und die Mutter Mabel Case Packard. Zwischen 1920 und 1932 besuchte er die örtlichen öffentlichen Schule am State College in Pennsylvania, wo sein Vater eine Milchfarm des Pennsylvania State College (später die Penn State University) leitete. Er identifizierte sich sein ganzes Leben lang als "Farm Boy" dt. Bauernjunge, obwohl er an das State College und im späteren Leben in wohlhabenden Gebieten lebte. 1932 ging er in die Pennsylvania State University, wo er einen B.A. Abschluss in Englisch machte. Er absolvierte seinen Abschluss 1936 und arbeitete kurz für die lokale Zeitung "The Center Daily Times". 1937 erwarb er seinen Master an der Columbia University Graduate School.

### Karriere
Packard veröffentlichte tierpsychologische Studien und soziologische Essays, wurde aber bekannt vor allem durch populärwissenschaftliche, sozialkritische Bücher. Sein größter Erfolg war 1957 Die geheimen Verführer (The Hidden Persuaders), in dem er – so auch der deutsche Untertitel – den „Griff nach dem Unbewußten in jedermann“ durch Psychologen und Marktforscher am Beispiel der Werbeindustrie dokumentierte.
Er analysierte die Karrierewege amerikanischer Manager und zeigte, welchen Preis das Individuum zu bezahlen hat, wenn es sein Selbst in der technokratischen Gesellschaft ganz den Spielregeln anpasste. Packard geißelte die US-Wirtschaft als eine in den sinnlosen Konsumismus führende Ökonomie, die eine Mentalität des Verschwendens von Rohstoffen und Gütern voraussetzte. Er blieb Moralist, der den Zerfall der alten liberal-demokratischen Werteordnung einer durch New Deal und Krieg geeinten USA beklagte. Im Zuge der kulturrevolutionären Umtriebe von 1968, die viele seiner Denkmotive sanktionierte, klang seine Stimme immer konservativer.

## Werke (Auswahl)
- mit Clifford R. Adams: How to Pick a Mate. The Guide to a Happy Marriage. 1946.
- Animal I.Q. The Human Side of Animals. 1950.
- Die geheimen Verführer. Der Griff nach dem Unterbewussten in jedermann. (The Hidden Persuaders). Econ Verlag, Düsseldorf 1958, ISBN 3-548-34032-6.
- Die unsichtbaren Schranken. Theorie und Praxis des Aufstiegs in der klassenlosen Gesellschaft. (The Status Seekers). Dt. Buch-Gemeinschaft, Berlin 1962.
- Die große Verschwendung. (The Waste Makers). Econ, Düsseldorf 1961; Fischer-Bücherei, Frankfurt am Main und Hamburg 1964
- Die Pyramidenkletterer. (The Pyramid Climbers). Droemer Knaur, München 1962.
- Der Mensch im Affen. Was Tiere alles lernen können. (The Human Side of Animals). Ullstein Verlag, Frankfurt 1963.
- Die sexuelle Verwirrung. Der Wandel in den Beziehungen der Geschlechter. (The Sexual Wilderness). Droemer Knaur, München 1972, ISBN 3-426-00274-4.
- Die ruhelose Gesellschaft. Ursachen und Folgen der heutigen Mobilität. (A Nation of Strangers). Econ Verlag, Düsseldorf 1973, ISBN 3-430-17337-X.
- Die wehrlose Gesellschaft. (The Naked Society). Econ Verlag, Düsseldorf 1977, ISBN 3-430-17334-5.
- Die große Versuchung. Der Eingriff in Leib und Seele. (The People Shapers). Ullstein Verlag, Frankfurt 1979, ISBN 3-548-34016-4.
- Verlust der Geborgenheit. Unsere kinderkranke Gesellschaft. (Our Endangered Children). Ullstein Verlag, Berlin 1986, ISBN 3-548-34360-0.
- Die Ultra-Reichen. Anatomie eines amerikanischen Phänomens. (The Ultra Rich. How Much is too Much ?). Econ Verlag, Düsseldorf 1990, ISBN 3-430-17328-0.